# 三葉錦魚
三葉錦魚（学名：Thalassoma trilobatum），又名綠波錦魚、四齒、礫仔、貓仔魚、青貢冷、三葉葉鯛，为輻鰭魚綱鱸形目隆頭魚亞目隆頭魚科錦魚屬下的一个种，分布於印度太平洋區，從東非至皮特凱恩群島，北起日本，南迄東加海域，棲息深度0-10公尺，體長可達30公分，棲息在水淺的礁石平台，以甲殼類、軟體動物、棘皮動物等為食，可作為觀賞魚。

## 扩展阅读
- 維基物種上的相關：三葉錦魚